# Ненасильницьке спілкування

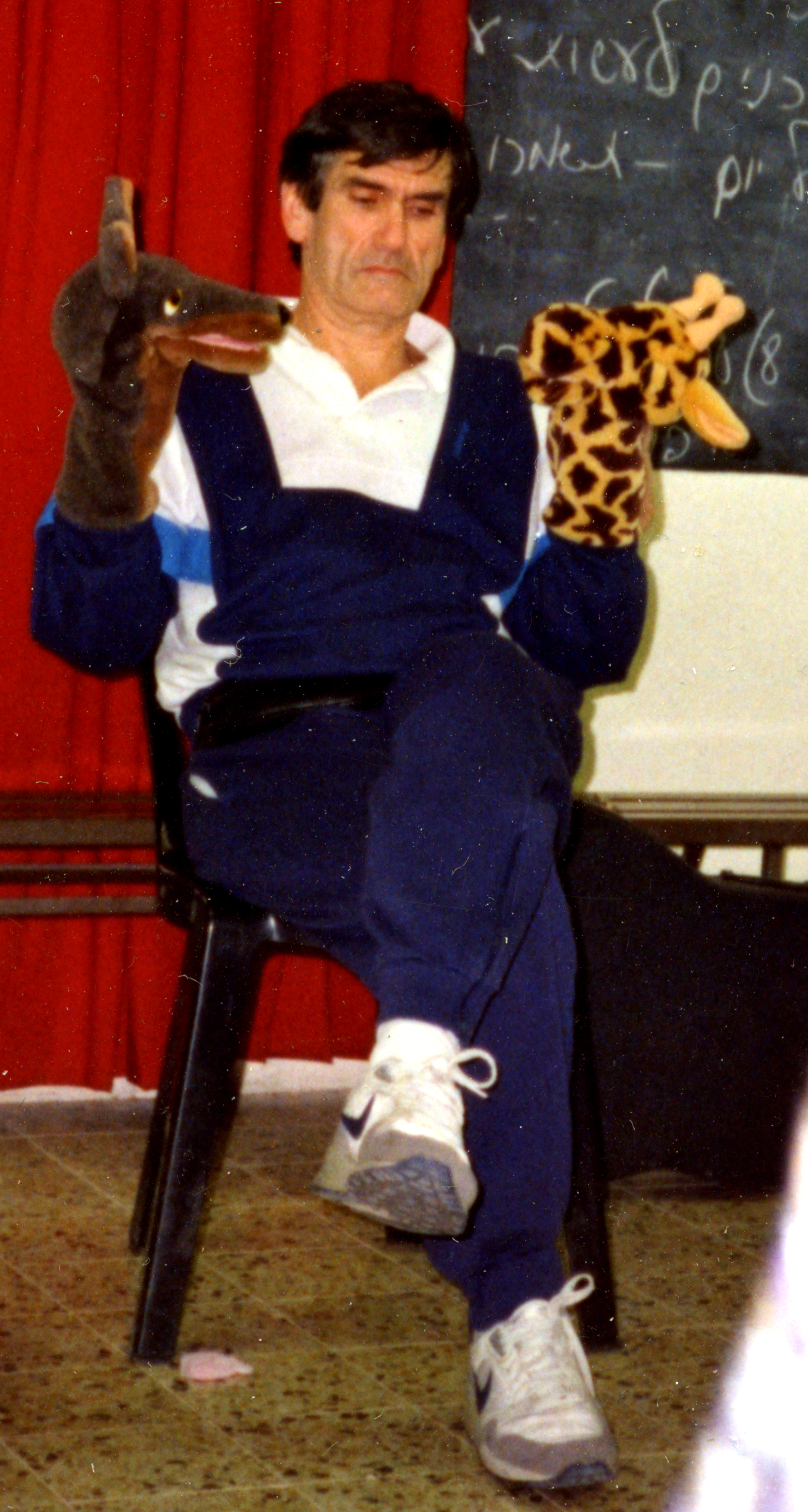
Маршалл Розенберг проводить лекцію (1990 р.)

Ненасильницьке спілкування — метод спілкування, розроблений у 1960—1970-х роках американським психологом доктором Маршаллом Розенбергом, який ґрунтується на емпатії.
За методом Розенберга пропонується змінити звичну стратегію мислення і поведінки у конфліктних ситуаціях із реактивної (відповідь на подразник) на усвідомлену й співчутливу. Для цього пропонується постійно турбуватися про себе (свої потреби) та у діалозі з людьми уникати оцінок і критики, натомість звертати увагу на факти, свої почуття та почуття опонента, потреби опонента. Розенберг наголошує, що немає конфліктів на рівні потреб: всі складні ситуації можна вирішити за рахунок створення нових способів задоволення потреб. Таким чином він демонструє, що життя без насильства цілком можливе, як на особистісному, міжособистісному, так і соціальному рівні.
Метод ННС широко застосовується після військових конфліктів, у системі освіти, практиці соціальної допомоги, бізнесі.

## Історія
Згідно з Маріон Літтл, коріння моделі ННО заклали наприкінці 1960-х, коли Розенберг працював над расовою інтеграцією у школах й організаціях південних штатів США. Найраніша версія моделі (спостереження, почуття, потреби й орієнтовані на дію бажання) була частиною навчального посібника, який Розенберг підготував 1972 року.
Модель ННО, значною мірою, має відношення до ідей, розроблених Карлом Роджерсом у його клієнт-центрованій терапії. Так само Розенберг перебував під впливом Еріха Фромма, Джорджа Албі та Джорджа Міллера у виборі спрямованості своєї роботи на суспільство, відходячи від клінічної психологічної практики. Основні ідеї, які вплинули на цю зміну напряму Розенбергом: (1) індивідуальне психічне здоров'я залежить від соціальної структури суспільства (Фромм), (2) терапевти поодинці не можуть задовольнити психологічні потреби суспільству (Албі), і (3) знання про людську поведінку збільшаться, якщо психологія буде надана суспільству.
Рання робота Розенберга з дітьми з розладами навчання показує його інтерес до психолінгвістики та сили мови, а також акцент на співпраці. На початку розробки модель ННО трансформувала стосунки учень-вчитель, надаючи студентам більше відповідальності за їхнє власне навчання. Модель розвивалася протягом років, включно з інституційними відносинами (наприклад, поліцейський-громадянин, бос-співробітник) і неформальними стосунками (наприклад, чоловік-жінка, багатий-бідний, дорослий-молодь, батько-дитина). Кінцева мета полягає у розвитку суспільних відносин на основі партнерської парадигми та взаємної поваги, а не каральної, основаної на страху парадигмі домінування.
Щоб показати різницю між стилями спілкування, Розенберг почав використовувати образи двох тварин. «Насильницьке» спілкування представлялося хижим шакалом як символом агресії і, особливо, домінування. Травоїдний жираф, з іншого боку, представляв його стратегію ННО. Жирафа вибрали як символ ненасильницького спілкування, тому що його довга шия припускає, що той, хто говорить, бачить й усвідомлює реакції своїх співрозмовників. А його, найбільше серед ссавців, серце допомагає співчуттю й емпатії. На своїх курсах Розенберг часто використовував цих тварин, щоб продемонструвати авдиторії різницю у стилях спілкування.
Модель ННО прийняла свою нинішню форму (спостереження, почуття, потреби та прохання) до 1992 року. Починаючи з кінця 2000-х років, більший акцент робиться на самоемпатії як ключі до ефективності моделі. Ще одна зміна акценту з 2000 року це посилання на модель як на процес. Таким чином, акцент зміщується з «кроків» на наміри практика у розмові («Це намір змусити інших робити те, що ви хочете — чи створювати більш значущі стосунки та взаємне задоволення?») та якість зв'язку, який переживає з іншими.

## Компоненти
- Спостереження: Це факти (те, що ми бачимо, чуємо або торкаємося), відмінні від нашої оцінки чи інтерпретації. Важливо відрізняти одне від одного. Йдеться про те, що «Коли ми об'єднуємо спостереження з оцінкою, інші можуть сприймати це як критику і чинити опір тому, що ми говоримо»[6]. Натомість рекомендується фокусуватися на конкретних спостереженнях. Для відокремлення спостереження від інтерпретації можна використовувати метафору відеокамери: «Що могла б побачити камера?».
- Почуття: Це емоції чи відчуття. Почуття слід відрізняти від думок. Наприклад, «я відчуваю, що ти мене ігноруєш» — це не почуття, це більше тлумачення, думка чи «відчуття». Також емоції варто відрізняти від слів, які часто використовуються, як почуття, але які, за своєю суттю, є думками. Наприклад, фраза «Я відчуваю себе невдахою» не є почуттям, а думкою або інтерпретацією. Почуття сигналізують нам про те, задоволені наші потреби чи ні. Почуття — сигнали від життя. Приклад коректного висловлювання: «коли відбувається *подія*, я відчуваю *конкретна емоція*».
- Потреби: Це універсальні людські потреби, на відміну від конкретних стратегій задоволення потреб. Передбачається, що все, що ми робимо, ми робимо для задоволення потреб. Маршалл Розенберг посилається на модель Макса-Нефа, де потреби можуть класифікуватися на 9 класів: підтримка, безпека, любов, розуміння/співпереживання, творчість, відпочинок, почуття приналежності, автономія та зміст. Для додаткової інформації Центр ненасильницької комунікації розробив інвентар потреб[7].
- Прохання: Прохання відрізняються від вимог тим, що вони відкриті для прийняття відповіді «ні», без спроби насильно досягти свого. Якщо ви озвучуєте ваше прохання іншій людині й отримуєте у відповідь «ні», то ННО пропонує не здаватися, а виявити емпатію до того, що заважає іншій людині сказати «так», перед тим як вирішити, як продовжити розмову. Рекомендується формулювати прохання так, щоб вони мали чітку, позитивну, конкретну мову дій. Можна, наприклад, перевіряти прохання щодо відповідності критеріям SMART.

## Режими
Існують три основні режими застосування ННО:
- Самоемпатія — співчутливий контакт із тим, що відбувається всередині нас. Самоемпатія може складатися з зауваження наших думок без оцінки і суджень, наших емоцій, тілесних відчуттів і, найважливіше, поєднання з нашими потребами.
- Емпатичне слухання — це слухання, при якому ми можемо зрозуміти, що зараз відчуває співрозмовник. Особливістю емпатичного слухання є те, що ми звераємо увагу на почуття, а не на змісті розмови. І реагувати ми маємо відповідно не на слова, а на емоції. Незалежно від того, як інша людина виражає себе, ННО пропонує фокусуватися на тому, що вона відчуває (емоції), чого вона потребує (потреби) і про що вона просить (прохання).
- Щире самовираження містить вираження спостереження, почуттів, потреб і прохання. Спостереження може бути опущене, якщо контекст розмови зрозумілий. Почуття можуть бути пропущені, якщо вже є достатній контакт або контекст такий, що назва почуттів навряд чи сприятиме контакту. Говориться, що формулювання потреб на додаток до почуттів з меншою ймовірністю призведе до того, що люди подумають, що ви перекладаєте на них відповідальність за ваші почуття. Так само, промовляння прохання на додаток до назви потреб, швидше за все, сприятиме тому, що людина правильно зрозуміє, як їх задовольнити.

## Дослідження
Систематичний огляд на 2013 рік охоплює 13 наукових досліджень. Два з цих досліджень публікувалися в журналах, що рецензуються. Одинадцять з них відзначали збільшення емпатії після застосування ННО (п'ять із них з доказами статистичної значущості), і два не дали таких результатів. На 2017 рік відомо, що п'ятнадцять магістерських дисертацій і докторських дисертацій перевірили модель на вибірках зі 108 осіб або менше та, як правило, знаходили модель ефективною.
Хоча ННО широко застосовується в клінічних і повсякденних контекстах, й обмежені дослідження показують, що техніка ефективна у розв'язанні конфліктів і збільшенні емпатії, психологи, як правило, не вважають її такою ж вагомою для процесу психотерапії, як науково обґрунтовані методики, як-от когнітивно-поведінкова терапія. Це пов'язано з низькою кількістю академічних досліджень методу.
Коннор і Вентворт (2012) вивчили вплив 6-місячного тренінгу та коучингу з ННО на 23 керівниках корпорації Fortune 100. Відзначені різні переваги, зокрема ефективніші розмови та зустрічі, де розв'язання проблем відбувалося на 50-80 % швидше.
Дослідження 2014 року досліджувало ефект комбінованого тренінгу з ННО й усвідомленості на 885 чоловічих ув'язнених у Monroe Correctional Complex у Монро, штат Вашингтон. Встановили, що тренінг знизив рецидив з 37 до 21 %, і тренінг заощадив штату 5 мільйонів доларів на рік на утриманні в'язнів. Також встановили, що тренінг ННО покращує врівноваженість, знижує гнів і розвиває здатність брати відповідальність за свої почуття, виражати емпатію та висувати запити, не накладаючи вимог.

## Критика
Деякі дослідники зазначають, що для опанування та використання ННО у реальному житті потрібно багато годин практики.
Іншою перешкодою вважається те, що деякі люди можуть використовувати ННО лише за формою, але не за своєю суттю. Так, наприклад, Чапман Флек виділяє різницю між «сильним змістом» ненасильницького спілкування, як чеснотою, що народжується з турботою і увагою, і «слабким смислом», наслідуванням цього, народженим з его і поспіху. Сильний зміст передбачає використання мови ННО для аналізу свого мислення та дій, підтримує розуміння, приносить найкраще спільноті та поважає свої емоції. У слабкому розумінні можна сприймати мову ННО, як правила та використовувати її для набирання очок у дискусіях, маркування інших заради власної вигоди чи наполягання, щоб інші виражали себе таким чином.
Так само, Чапман Флек, рецензуючи навчальне відео Розенберга, знаходить уявлення ключових ідей чарівним, відзначає красу його роботи та спритність його уважної думки при взаємодії з авдиторією. Проте, Флек вдається в питання, що робити з деякими аспектами презентації Розенберга, як-от його явне «негативне ставлення до мислення». Деякі елементи зі сказаного Розенбергом, на думку Флека, здаються поверхневими відповідями, які не узгоджуються зі складним образом людської природи, історії, літератури та мистецтва.
Еллен Горсєвскі, оцінюючи книгу Розенберга «Ненасильницьке спілкування: Мова співчуття» (1999) у контексті геополітичної риторики, стверджує, що «відносна сила індивіда сильно завищена, тоді як ключове питання структурного насильства практично повністю ігнорується».
Хоча деякі дослідження вказують на високу ефективність, загальна академічна дослідницька робота з ННО обмежена. З точки зору обґрунтованості наукових даних, вона не має такого ж статусу, як, наприклад, когнітивно-поведінкова терапія. Прихильники теорії, як правило, покладаються на практичний досвід для підтвердження її ефективності.

## Сфери застосування
Застосовується в організаційних і ділових середовищах, батьківстві, освіті, медіації, психотерапії, охороні здоров'я, у сфері правосуддя, як основа для дитячої літератури та загалом може застосовуватись у будь-якій сфері, де є вербальна взаємодія людей між собою.
Розенберг розповідав про те, як використовував ННО у програмах світу в зонах конфлікту, зокрема Руанді, Бурунді, Нігерії, Малайзії, Індонезії, Шрі-Ланці, Колумбії, Сербії, Хорватії, Ірландії та на Близькому Сході.